# Neapolitanska
Neapolitanska (även napolitanska), är ett romanskt språk erkänt internationellt och officiellt språk i Kampanien i södra Italien sedan 14 oktober 2008. I Kampanien har cirka 5,7 miljoner människor neapolitanska som modersmål. Grovt beräknat talas och förstås neapolitanska av cirka 1/3 av befolkningen i Italien, dels på grund av den massiva utvandring som har pågått under årtionden från Kampanien till norra delen av Italien och dels för att det i Syditalien existerar mycket närbesläktade varianter av detta språk som apuliska, kalabriska (i norra Kalabrien, i södra Kalabria talas en variant av sicilianska) och lukaniska. Många utvandrare i USA, Sydamerika och Australien talar neapolitanska.
Neapolitanska härstammar från det oskiska latinet till skillnad från italienskan som är ett mycket yngre språk som har sina rötter i toskanskan, vilken i sin tur härstammar från det faliskiska latinet. Det oskiska latinet talades under Romartiden i de södra delarna av den italienska halvön och var en variant av latin med starka influenser av det oskiska språket. 
De första skrifterna på en arkaisk neapolitanska är daterade 960-963 e.Kr. och kallas Placiti Cassinesi och är ett antal vittnesmål av munkar som levde runt Capua. Embryot till den moderna italienskan uppkom först 300 år senare, först med Dante Alighieri och sedan med Francesco Petrarca. Av politiska orsaker har neapolitanska men även andra italiska minoritetsspråk alltid betraktats som dialekter av italienska. Neapolitanska har dessutom orättvist och felaktigt betraktats som en fattig avart av italienska. Neapolitanska har en stor litterär historia i form av sångtexter, poesi, romaner och teaterpjäser som sträcker sig från medeltiden till våra dagar. Värda att nämnas är:  Giambattista Basile, Eduardo De Filippo, Salvatore di Giacomo och Totò (Antonio De Curtis).
Den italienske kompositören och sångsamlaren Teodoro Cottrau nedtecknade och översatte den så kallade Luciasången från neapolitanska.
| Neapolitanska (Kampanien)          | Kalabriska (Norra Kalabrien)              | Sicilianska (Södra Kalabrien)                 | Sicilianska (Sicilien)                           | Italienska                                 | Latin                                        |
| ---------------------------------- | ----------------------------------------- | --------------------------------------------- | ------------------------------------------------ | ------------------------------------------ | -------------------------------------------- |
| Pate nuoste ca staje 'ncielo,      | Patre nuorru chi sta ntru cielu,          | Patri nostru chi' sini nt'o celu,             | Nunnu nostru, ca inta lu celu siti               | Padre Nostro, che sei nei cieli,           | Pater noster, qui es in caelis               |
| santificammo 'o nomme tuojo        | chi sia santificatu u nume tuoio,         | m'esti santificatu u nomi toi,                | mu santificatu esti lu nomu vostru:              | sia santificato il tuo nome.               | sanctificetur nomen tuum:                    |
| faje vení 'o regno tuojo,          | venisse u riegnu tuoio,                   | Mù veni u rregnu toi,                         | Mu veni lu regnu vostru.                         | Venga il tuo regno,                        | Adveniat regnum tuum.                        |
| sempe c' 'a vuluntà toja,          | se facisse a vuluntà tuoia,               | ù si facissi a voluntà                        | Mu si faci la vuluntati vostra                   | sia fatta la tua volontà,                  | Fiat voluntas tua                            |
| accussí 'ncielo e 'nterra.         | sia nto cielu ca nterra.                  | com'esti nt'o celu, u stessa sup'a terra.     | comu esti inta lu celu, accussì incapu la terra  | come in cielo, così in terra.              | sicut in caelo et in terra                   |
| Fance avé 'o ppane tutt' 'e juorne | Ranne oje u pane nuorro e tutti i juorni, | Dùnandi ped oji u pani nostru e tutti i jorna | Dunàtini ogghi lu nostru panuzzu.                | Dacci oggi il nostro pane quotidiano,      | Panem nostrum quotidianum da nobis hodie.    |
| lièvace 'e dièbbete                | perdunacce i rebita nuorri,               | e' perdùnandi i debiti,                       | E pirdunàtini li nostri dèbbiti,                 | e rimetti a noi i nostri debiti,           | Et dimitte nobis debita nostra,              |
| comme nuje 'e llevamme a ll'ate,   | cumu nue perdunammu i rebituri nuorri.    | comu nù nc'i perdunamu ad i debituri nostri.  | comu nuautri li pirdunamu a li nostri dibbitura. | come noi li rimettiamo ai nostri debitori. | sicut et nos dimittimus debitoribus nostris. |
| nun 'nce fa spantecà,              | Un ce mannare ntra tentazione,            | Non nci dassari nt'a tentazioni,              | E nun lassàtini cascari inta la tintazziuni;     | E non ci indurre in tentazione,            | Et ne nos inducas in temptationem;           |
| e llievace 'o mmale 'a tuorno.     | ma liberacce e ru male.                   | ma liberandi d'o mali                         | ma scanzàtini di lu mali.                        | ma liberaci dal male.                      | sed libera nos a malo.                       |
| Ammèn.                             | Ammèn.                                    | Ammèn.                                        | Ammèn.                                           | Amen.                                      | Amen.                                        |

Här nedan kan man se två versioner av samma sång, den ena på neapolitanska och den andra på lukaniska.
| Brigante se more (neapolitanska) | CANZONE POPOLARE LUCANA (lukaniska) |
| --- | --- |
| Avimmo pusato chitarre e tammuro pecchè sta musica s'addà cagnà simme brigante e facimme paura e c'a scuppetta vulimme cantà. E mò cantamme sta nova canzona tutta la gente se l'adda 'mparà nun ce ne fotte do rre burbone 'a terra è 'a nosta e nun s'adda tuccà. Tutt' e paise da baselecata se sò scetate e vonno luttà pure 'a calabria s'è arrevotata e stu nemico facimme tremmà. Femmene belle ca' date 'o core si 'o brigante vulite salvà nun 'o cercate scurdateve 'o nomme chi ce fa 'a guerra nun tene pietà. Chi ha visto 'o lupo e s'è mmiso appaura nun sape buono qual è 'a verità 'o vero lupo ca magna 'e criature è 'o piemuntese c'avimma caccià. Ommo se nasce brigante se more ma fino all'ultemo avimma sparà e si murimme menate nu sciore è na jastemma chesta libertà. | Ammo pusate chitarra e tammorre Pecché sta musica s'adda cagnà Simmo briganti e facimmo paura E ca scuppetta vulimmo cantà. E mo cantammo sta nova canzone Tutta la gente se l'adda 'mparà Nuje cumbattimmo pu rre Burbone A terra è nostra e non s'adda tuccà Tutt'e paise da Basilicata Se so scetate e vonno luttà Pur'a Calabria mò s'è arruvutata E stu nemico 'u facimm tremmà Femmeni belle ca date lu core Cullu brigante vulite parlà Nun 'u cercate scurdatevo 'u nomme Chi ve fa 'a guerra nun tene pietà Chi ha visto 'u lupu e s'è miso paura Nun sape bune qual è 'a verità Ma 'u veru lupu ca magna i ccriaturi È u piemuntise c'avimma caccià Ommo se nasce brigante se more E fino all'utemo avimma sparà E si murimm pe' na delusione È na bestemmia pe' sta libertà. |